# Musa Kaleem
Musa Kaleem (eigentlich Orlando Wright, * 3. Januar 1921 in Wheeling, West-Virginia; † 26. März 1988 in Los Angeles) war ein US-amerikanischer Tenorsaxophonist, Baritonsaxophonist und Flötist.

## Leben und Wirken
Musa Kaleem arbeitete zu Beginn seiner Karriere mit 1939 mit der Formation El Rogers Mystics of Rhythm, dessen Sänger Eddie Jefferson war, außerdem im gleichen Jahr mit einer der ersten Bands von Art Blakey in Pittsburgh, der damals noch als Pianist spielte. Später arbeitete er mit Mary Lou Williams 1942, Fletcher Henderson 1943, den Savoy Sultans 1945 und wiederum mit Art Blakey im Jahr 1947 zusammen. Mit dessen Band entstanden im Dezember 1947 erste Aufnahmen für das Blue Note Label ("New Sounds"). In dieser Zeit war er ein anerkannter Musiker der Pittsburgher Jazzszene. In den 1950er Jahren war er überwiegend nicht musikalisch aktiv, spielte jedoch Ende der 1950er Jahre sporadisch wieder, wie 1958 bei Aufnahmen von Tiny Grimes mit Coleman Hawkins für das Album Blues Groove und 1959 mit James Moody. In den 1960er Jahren begleitete er nochmals den Sänger Eddie Jefferson.